# Бєлянов Олександр Михайлович
Бєлянов Олександр Михайлович (1903, Костромська губернія — 17 березня 1994, Москва) — співробітник радянських органів державної безпеки, начальник особливого відділу НКВД Фронту резервних армій, генерал-майор (1944).

## Біографія
Народився в сім'ї селянина-бідняка (батько помер в 1922).
- Майстер валяного взуття, Кустанай 10.22 — 05.24;
- діловод Олександрівського волвиконкому, с. Олександрівка Кустан. губ. 05.24 — 10.25.
- Червоноармієць окремої кінно-гірської батареї 7 кав. бригади, Середньоазійського ВО 10.25-02.26;
- червоноармієць 3 арт. полку 3 стр. дивізії, 02.26-10.26;
- у об'єднаній Середньоазійськ. військ. школі 10.26-05.30;
- ком. взводу 6 важкого арт. дивізіону, Середньоазійськ. ВО 05.30-01.32;
- ком. батареї, ком. дивізіону 123 арт. полку, Середньоазійського ВО 01.32-11.34.
- акад. ім. Дзержинського 11.34-01.39.

У 1939 р. — начальник Особливого відділу НКВД Академії Червоної Армії ім. Ф. Е. Дзержинського, в 1939–1941 рр. — заступник начальника 4-го відділу ГУГБ НКВД СРСР. У 1941 р. — начальник 3-го відділу НКВД СРСР, начальник Особливого відділу НКВД Західного фронту резервних армій. У 1941–1942 рр. — начальник 6-го відділу Управління особливих відділів НКВД СРСР, в 1942 р. — начальник Особливого відділу НКВД Кримського фронту, в 1942–1943 рр. — заступник начальника Особливого відділу НКВД Воронезького фронту. У 1943 р. — заступник начальника Управління контррозвідки «Смерш» 1-го Українського фронту. З липня 1944 р. — заступник начальника 7-го відділу 2-го Управління НКГБ СРСР. У липні 1945 р. зарахований до резерву відділу кадрів НКГБ СРСР на посаду заступника начальника відділу. З квітня 1948 р. — начальник нагородного відділу Міністерства Збройних Сил СРСР.
З грудня 1948 — нач. управління/відділу кадрів військ ППО СРСР.

## Звання
- капітан;
- майор ГБ 04.02.39;
- старший майор ГБ 15.02.41;
- комісар ГБ 3-го рангу 19.07.41;
- майор ГБ 1942 (за провал оборони Криму);
- генерал-майор 26.05.43